# Hypoctonus oatesii
Hypoctonus oatesii är en spindeldjursart som beskrevs av Pocock 1900. Hypoctonus oatesii ingår i släktet Hypoctonus och familjen Thelyphonidae. Inga underarter finns listade i Catalogue of Life.